# Cyathophorum spinosum
Cyathophorum spinosum är en bladmossart som beskrevs av Fleischer 1902. Cyathophorum spinosum ingår i släktet Cyathophorum och familjen Hookeriaceae. Inga underarter finns listade i Catalogue of Life.